# Еремичский сельсовет
Еремичский сельсовет — административная единица на территории Кореличского района Гродненской области Республики Беларусь. Административный центр — агрогородок Еремичи.

## История
Еремичский сельсовет был образован в 1940 году в составе Мирского района Барановичской области.
Названия:
- с 1940 — Еремичский сельский Совет депутатов трудящихся
- с 7.10.1977 — Еремичский сельский Совет народных депутатов
- с 15.3.1994 — Еремичский сельский Совет депутатов[1].

Административная подчинённость:
- с 1940 года — в Мирском районе
- с 17.12.1956 — в Кореличском районе
- с 25.12.1962 — в Новогрудском районе
- с 6.1.1965 — в Кореличском районе[1].

В 2008 году уточнены наименования сельских населённых пунктов Кореличского района — Антонёво, Большая Обрина, Первомайский Посёлок, Чёрная.

## Состав
Еремичский сельсовет включает 16 населённых пунктов:
- Антонёво — деревня.
- Болтичи — деревня.
- Большая Обрина — деревня.
- Быковичи — деревня.
- Долгиново — деревня.
- Еремичи — агрогородок.
- Заречье — деревня.
- Лядки — деревня.
- Малая Обрина — деревня.
- Новое Село — деревня.
- Первомайский Посёлок — деревня.
- Погорелка — деревня.
- Рудьма — деревня.
- Синявская Слобода — деревня.
- Скоричи — деревня.
- Чёрная — хутор.

## Достопримечательность
- Улиточная ферма "Ratov" в деревне Долгиново.